# Myosotis antarctica
Myosotis antarctica là loài thực vật có hoa trong họ Mồ hôi. Loài này được Hook. f. mô tả khoa học đầu tiên.